# 富野站
富野站（日语：／ Tomino eki */?）是位於福島縣伊達市梁川町舟生原田，阿武隈急行的阿武隈急行線車站。
車站的口頭禪是「絹之里」

## 歷史
- 1988年（昭和63年）7月1日 - 車站啟用。

## 車站構造

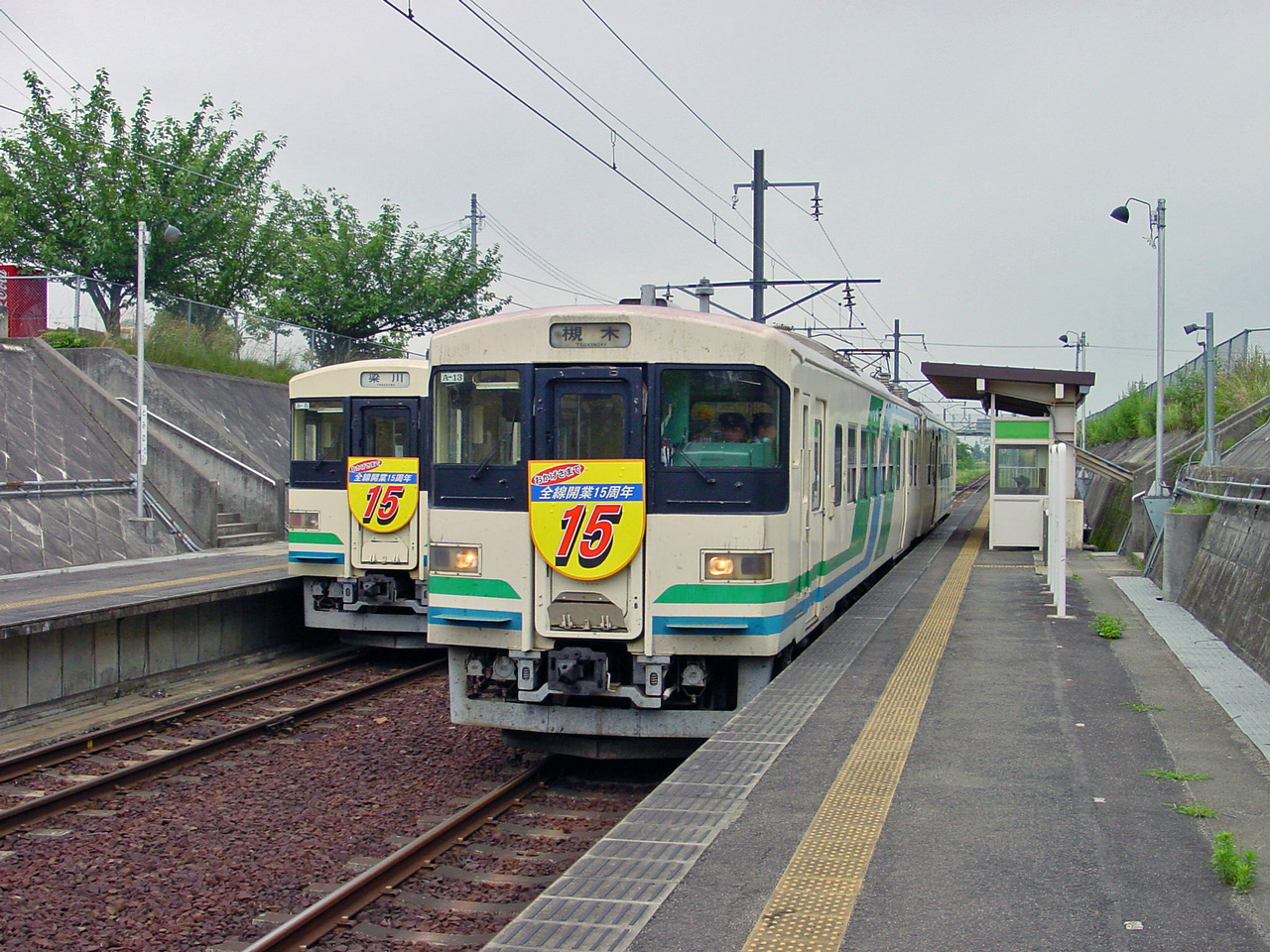
月台（2003年7月）

此站是地面車站，設有2面2線的相對式月台。此站是無人車站。兩月台之間設有站內平交道。
由於下行列車可駛進上行本線，因此列車可於此站折返。此站較多列車班次折返往福島方向。
但是此站沒有列車進行夜間停泊，列車到達此終點站後，如不需要執行下一個班次，部分列車會在此站以不載客列車的身份前往梁川的車廠。

## 使用狀況
在2016年度的1日平均乘車人次為25人。以下為近年乘車人次變化：
| 乘車人員變化 | 乘車人員變化     |
| 年度         | 1日平均 乘車人次 |
| ------------ | ---------------- |
| 2000         | 79               |
| 2001         | 85               |
| 2002         | 79               |
| 2003         | 74               |
| 2004         | 66               |
| 2005         | 63               |
| 2006         | 52               |
| 2007         | 49               |
| 2008         | 49               |
| 2009         | 44               |
| 2010         | 36               |
| 2011         | 33               |
| 2012         | 38               |
| 2013         | 41               |
| 2014         | 33               |
| 2015         | 33               |
| 2016         | 25               |

## 車站周邊
- 昌源寺
- 阿武隈川

## 相鄰車站
阿武隈急行
■阿武隈急行線
梁川希望之森公園前－富野－兜

## 注腳
1. ↑  .   [2021-01-18]. （原始内容存档于2018-06-08）.